# Bruce Buffer
Bruce Anthony Buffer (Tulsa, Oklahoma, 21 de mayo de 1957) es el anunciador oficial para los combates de artes marciales mixtas de Ultimate Fighting Championship. Es presentado como «La Voz Veterana del Octágono», y conocido por la frase que suele exclamar al iniciar un combate que anuncia «It's time!».
Es el medio hermano del conocido anunciador de boxeo y la lucha libre profesional Michael Buffer. Tanto Michael como Bruce son nietos del difunto boxeador Johnny Buff. 
Buffer es cinturón negro en Tang Soo Do y ha luchado como un kickboxer.

## Artes marciales
Buffer se aventuró por primera vez en las artes marciales cuando tenía trece años y vivía en Filadelfia, Pennsylvania, estudiando judo pudo alcanzar el rango de cinturón verde. Se mudó a Malibu, California con su familia a la edad de quince años y se hizo amigo de dos estudiantes de Chuck Norris que lo metió en tang soo do en el que actualmente ocupa un segundo grado de cinturón negro. Con unos veinte años empezó a practicar kickboxing, pero se vio obligado a dejar el deporte cuando tenía la edad de treinta y dos años cuando los médicos le ordenaron que se retirara de los combates después de sufrir su segunda conmoción cerebral.